# Gioia del Colle
Gioia del Colle is een gemeente in de Italiaanse provincie Bari (regio Apulië) en telt 26.369 inwoners (31-01-2006). De oppervlakte bedraagt 206,5 km², de bevolkingsdichtheid is 134 inwoners per km².
De volgende frazione maakt deel uit van de gemeente: Montursi.

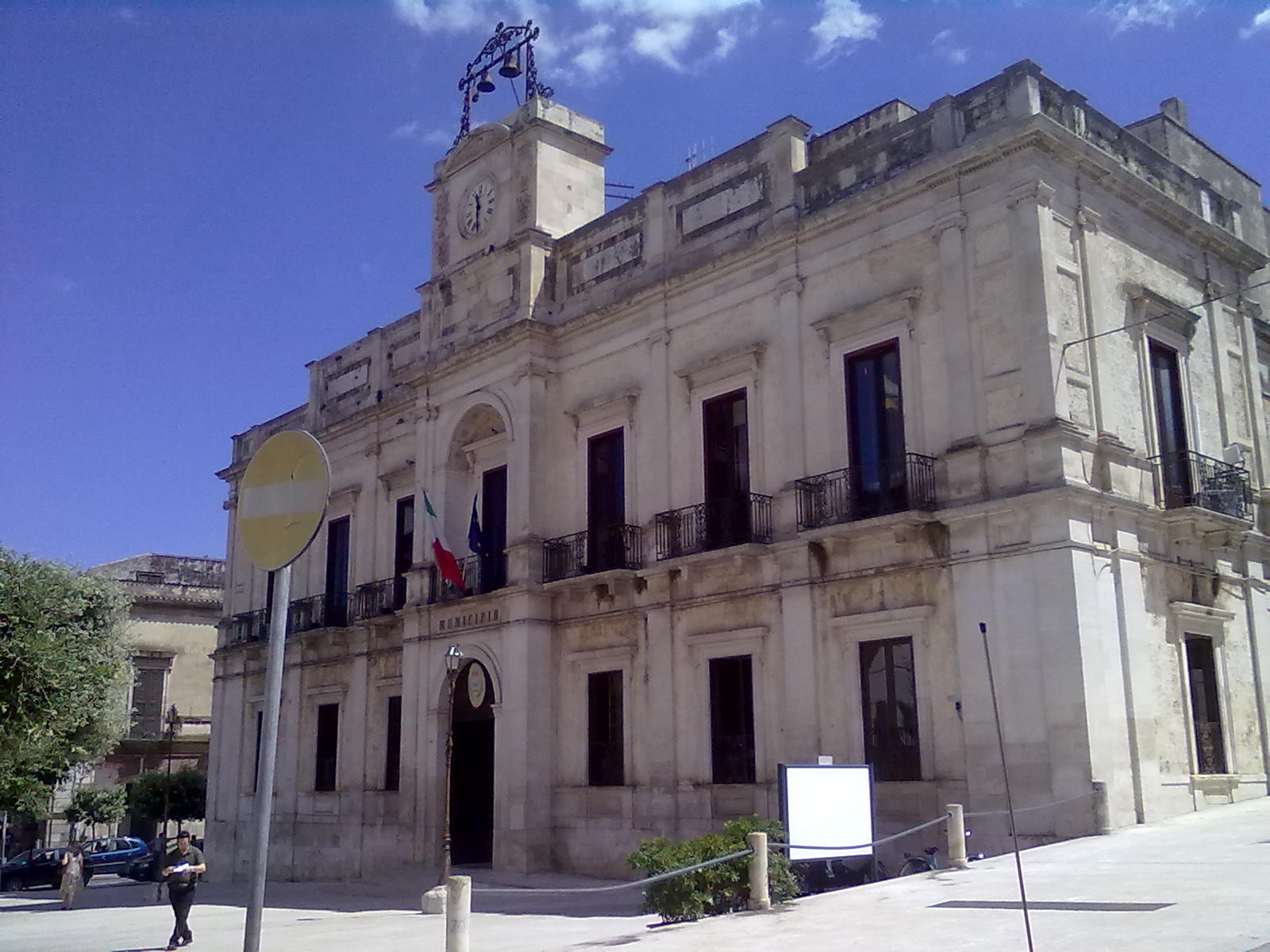
Gemeentehuis
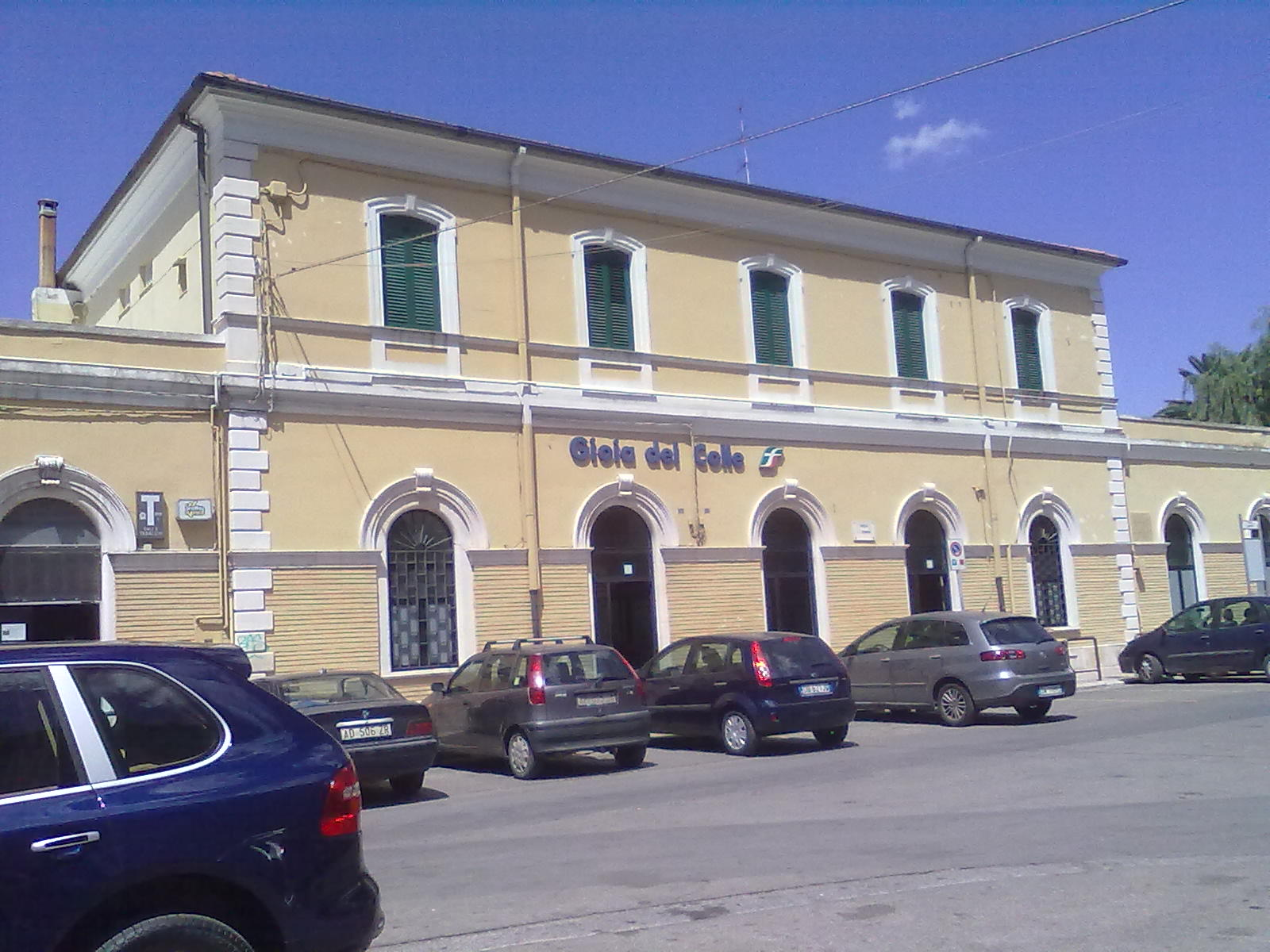
Station

## Demografie
Gioia del Colle telt ongeveer 10182 huishoudens. Het aantal inwoners steeg in de periode 1991-2001 met 5,2% volgens cijfers uit de tienjaarlijkse volkstellingen van ISTAT.
| Jaar | Inwoneraantal |
| ---- | ------------- |
| 1991 | 26.290        |
| 2001 | 27.655        |

## Geografie
De gemeente ligt op ongeveer 365 meter boven zeeniveau.
Gioia del Colle grenst aan de volgende gemeenten: Acquaviva delle Fonti, Castellaneta (TA), Laterza (TA), Mottola (TA), Noci, Putignano, Sammichele di Bari, Santeramo in Colle, Turi.
Acquaviva delle Fonti · Adelfia · Alberobello · Altamura · Bari · Binetto · Bitetto · Bitonto · Bitritto · Capurso · Casamassima · Cassano delle Murge · Castellana Grotte · Cellamare · Conversano · Corato · Gioia del Colle · Giovinazzo · Gravina in Puglia · Grumo Appula · Locorotondo · Modugno · Mola di Bari · Molfetta · Monopoli · Noci · Noicàttaro · Palo del Colle · Poggiorsini · Polignano a Mare · Putignano · Rutigliano · Ruvo di Puglia · Sammichele di Bari · Sannicandro di Bari · Santeramo in Colle · Terlizzi · Toritto · Triggiano · Turi · Valenzano
1. ↑  https://demo.istat.it/?l=it.